# Basch Ferenc Antal

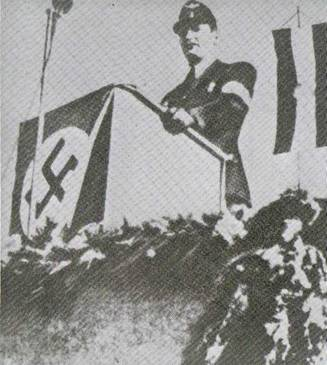
Basch Ferenc 1940-ben

Basch Ferenc Antal (eredeti neve Franz Anton Basch) (Zürich, 1901. július 13. – Budapest, 1946. április 26.) a magyarországi Volksbund vezetője.

## Élete
Egyetemi tanulmányait 1920–1924 között Bleyer Jakab tanítványaként a Budapesti Tudományegyetemen végezte. 1925 és 1934 között a Magyarországi Német Közművelődési Egyesület titkára. Ezekben az években számos tudományos-irodalmi munkát publikált. Az 1930-as évek elejétől szélsőségesen nacionalista propagandát folytatott, majd fokozatosan a német nemzetiszocializmus híve lett. 1934-ben a német közművelődési egyesület főtitkára, de a „magyar nemzet megsértése” miatt ellene hozott ítélet következtében kénytelen volt lemondani. 1938-ban megalakította a nácibarát Magyarországi Németek Népi Szövetségét (Volksbund der Deutschen in Ungarn), melynek elnöke lett. A második világháború idején igyekezett a magyarországi németeket a nácizmus szolgálatába állítani. 1940-ben Hitler a magyarországi német népcsoport vezetőjévé nevezte ki. 1944 végén Németországba menekült, de 1945-ben kiadták Magyarországnak. Mint háborús bűnöst első fokon a Budapesti Népbíróság 1946. január 18-án, másodfokon a Népbíróságok Országos Tanácsa március 28-án halálra ítélte és kivégezték.
Néhány Basch-idézet Tilkovszky Loránt Ez volt a Volksbund című (1978.) könyvéből:
1940. október 20-án Basch különösen harcias hangvételű beszédet mondott a Csanád megyei Elek községben, a Volksbund helyi csoportjának alakuló gyűlésén. „Aki bennünket munkánkban akadályoz, az szembe fogja magát velünk találni, mert terrorra terrorral válaszolunk. Ma -hála annak, hogy az egész világ tudja most már mi a német- már szólhatunk és tiltakozhatunk az ellen, ami ebben az országban történik. Jegyezze meg mindenki magának, hogy megvan a hatalmunk hozzá, hogy így beszéljünk”.
„Ha törik, ha szakad, egy éven belül itt lesznek a szövetkezeteink. Nem tűrjük, hogy köztünk és a között, akinek szállítunk, egy másik kéz lefölözze a hasznot. Megszűntünk a dicsért fejős tehén lenni. A német bankok majd segítenek nekünk a német népközösség szociális felépítésében.”
„Ha nem kapjuk meg az iskolákat kizárólag a mi részünkre, akkor majd fogunk saját iskolákat építeni a mi pénzünkből, de akkor meg fogjuk nézni, hogy az adófilléreinket hova tesszük.” (114.o.)
„Csakhogy vigyázzanak az urak, akik eddig elhallgattattak, vagy túlharsogtak bennünket, mert ott lesznek a mi német csizmáink, és köztudomású, hogy a csizmáink nemcsak arra valók, hogy járjunk bennük, hanem még egyéb másra is.”
A csizmás német parasztok volksbundista módra követelnek helyet a közigazgatásban, a hivatalokban: a német csizmák eltiporják, kirúgják onnan a magyarokat: „menjenek egy magyar faluba vezetni, míg saját jószántukból mehetnek, mert majd mi fogjuk nekik megmutatni az utat, az pedig kellemetlen lesz.”
„Ha az öregeket, az apákat és anyákat már nem is tudjuk újra németté tenni, mert azokat már elrontották, tudjuk, hogy a fiatalság a miénk. Azt mi tűzön-vízen keresztül, minden eszközzel újra németté fogjuk tenni.” (115.o)
Basch 1940. november 6-án a Baranya megyei Liptódon azt hirdette: „ma büszkeség németnek lenni. Ma mindenki azt a csepp vért keresi magában, amelyik német, és addig vakaródzik, amíg az ki nem serken belőle… Mi kiválasztott nép vagyunk” -mondotta s éppen ezért „sajnálattal hallom, hogy egyesek még mindig vonakodnak sorainkba lépni”. Meg volt győződve arról, hogy „ezeket valaki visszatartja”. Basch így fenyegette meg őket: „Ha mától kezdve akár szóval, akár tettel, a legkisebb mértékben ellenünk fordul valaki, én annak nekiugrom és kiharapom a gégéjét.” „És ha ez sem használna, s ha engem innen elhurcolnának, akkor is lesz erre megfelelő orvosság.” Ebben a beszédében szólt először bővebben a nyilvánosság előtt a Himmlerrel megtárgyalt Német Népsegélyről, a szociális demagógia legfelső fokán. „Nem csinálok titkot abból, hogy ha nekünk németeknek, ezer, tízezer vagy millió pengőre van szükségünk, akkor mi kapunk Németországból. Ebből a pénzből mindenkinek telik otthonra, a pólyás csecsemőtől az elaggottig, s mindent felépítünk, kultúrháztól a kórházig. (118.o)
November 10-én Pécsváradon (…) a népi-német öntudatot ily szavakkal erősítette meg: „Először jön a német nép, aztán egy rakás trágya, utána még egy rakás trágya, és csak azután jönnek a magyar urak.” (118.o)
Basch november 24-én Mosonmagyaróváron elrendelte a horogkereszt használatát. Lépését azonban a német Külügyi Hivatal helytelenítette, mert nem kívánatos külpolitikai visszahatásai lehetnek. (123.o.)
Basch a német megszállást követően kiadott felhívásában méltatta a történteket: március 19-én hazánk mindenki számára nyilvánvalóan a Führer és a német birodalom oldalára állt”, s megállapította, hogy a „magyarországi németség ezt a fordulatot őszinte szívvel üdvözölte. „Nagy esemény történt a közelmúltban, katonáink bevonultak, illetve megszállták Magyarországot, mert órák vagy napok kérdése volt, hogy ki nem kiáltják a kommunizmust és hátba támadják Németorszégot.” (308.o)
Hitler 55. születésnapja alkalmából rendezett ünnepség Bonyhádon, Basch Ferenc részvételével (Nemzeti Filmintézet, korabeli filmhíradó, 1944. május)